# وایت اوک، شهرستان رالی، ویرجینیای غربی
وایت اوک (به انگلیسی: White Oak) یک منطقهٔ مسکونی در ایالات متحده آمریکا است که در شهرستان رالی، ویرجینیای غربی واقع شده‌است. وایت اوک ۸۶۵٫۰۳ متر بالاتر از سطح دریا قرار دارد.